# Аябэ, Кицудзю
Кицудзю Аябэ (яп. 綾部 橘樹 Аябэ Кицудзю, 18 апреля 1894 — 14 февраля 1980) — генерал-лейтенант императорской армии Японии.
Кицудзю Аябэ родился в 1894 году в префектуре Оита. В октябре 1917 года закончил обучение в Армейской кавалерийской школе и был распределён офицером в 12-й кавалерийский полк. С августа 1918 по июль 1919 находился с войсками в России. В 1924 году поступил в Рикугун дайгакко, по окончании стал капитаном, работал на различных штабных должностях, с августа 1928 по ноябрь 1930 был военным атташе в Польше и СССР, по возвращении в Японию был произведён в майоры, а в 1934 году — в подполковники.
В 1935—1937 годах Кицудзю Аябэ служил начальником Отдела Манёвров Квантунской армии, а в 1937—1939 — начальником 1-го отдела (Организация и мобилизация) генерального штаба.
В 1939—1940 годах Аябэ командовал находившимся в Китае 25-м кавалерийским полком, а в 1940 году стал заместителем начальника штаба находившейся в Маньчжурии третьей армии. В 1940—1941 годах находился в Берлине и Риме в составе делегации, координировавшей усилия подписантов Тройственного пакта.
По возвращении назад в июле 1941 года Аябэ стал заместителем начальника штаба Квантунской армии, а в июле 1942 года был назначен начальником штаба базировавшегося там же в Маньчжурии 1-го фронта. В октябре 1943 года был произведён в генерал-лейтенанты и переведён в Сингапур в качестве заместителя начальника штаба Южной группы армий. В 1944 году Южная группа армий была переформирована в 7-й фронт, и Аябэ стал его начальником штаба. Однако в феврале 1944 года он серьёзно пострадал при крушении самолёта, и был переведён на штабную должность в Токио, где и оставался до конца войны.
После войны Императорская армия Японии была распущена, и Аябэ ушёл с военной службы. В 1965—1970 годах он был советником в Mitsubishi Heavy Industries.